# Đại Lai
Đại Lai là một xã thuộc tỉnh Bắc Ninh, Việt Nam.

## Địa lý
Xã Đại Lai có vị trí địa lý:
- Phía đông giáp xã Nhân Thắng
- Phía tây giáp xã Đông Cứu
- Phía nam giáp xã Gia Bình
- Phía bắc giáp các phường Bồng Lai và Đào Viên.

Xã Đại Lai có diện tích 15,32 km², dân số 19.308 người, mật độ dân số đạt 1.260 người/km².

## Lịch sử
Ngày 16 tháng 6 năm 2025, Ủy ban Thường vụ Quốc hội ban hành Nghị quyết số 1658/NQ-UBTVQH15 của UBTVQH về việc sắp xếp các đơn vị hành chính cấp xã của tỉnh Bắc Ninh năm 2025. Theo đó, sắp xếp toàn bộ diện tích tự nhiên, quy mô dân số của xã Song Giang và xã Đại Lai thành xã mới có tên gọi là xã Đại Lai.